# Рудольф Шлауф
Рудольф Шлауф (нім. Rudolf Schlauf, 17 березня 1910 — 1 липня 1952) — австрійський футболіст, що грав на позиції захисника. Відомий виступами, зокрема, у складі клубів «Флорідсдорфер», «Рапід» і «Ваккер». Чемпіон Австрії, володар кубка Німеччини.

## Клубна кар'єра
У 1929—1932 роках виступав у складі клубу «Вієнна». В команді виступала дуже сильна і зіграна пара захисників Йозеф Блум — Карл Райнер, тому Шлауф не мав особливих шансів закріпитись у складі. У сезоні 1929/30 він зіграв два матчі у чемпіонаті. У наступних двох сезонах грав тільки у кубку Австрії. У 1931 році проводився експериментальний розіграш з круговим турніром для 10 команд. Шлауф зіграв у матчах проти «Рапіда» (7 тур, 2:5) і «Флорідсдорфера» (0:0). Наступного сезону на рахунку Рудольфа дві гри у кубку в 1/16 і 1/8 фіналу. У чемпіонському сезоні 1932/33 Шлауф зіграв у складі «Вієнни» 1 матч у чемпіонаті, але грав у команді лише в першій частині сезону.
Взимку приєднався до команди «Флорідсдорфер». Двічі з командою займав 7 місце у чемпіонаті в 1934 і 1935 роках, зігравши по 22 матчі у кожному сезоні. У кубку Австрії у складі «Флорідсдорфера» був півфіналістом у 1933 році, поступившись «Аустрії» (1:4) і у 1934 році, коли на шляху до фіналу стала «Адміра» (0:1).
У 1934 році клуб виграв кваліфікаційний турнір до кубка Мітропи, обігравши клуби «Вінер АК» (1:0) і «Відень» (0:0, 2:1). У самому турнірі для провідних клубів Центральної Європи «Флорідсдорфер» зустрівся з чильним угорським «Ференцварошем». Уже у першому матчі в Будапешті фаворит упевнено здобув перемогу з рахунком 8:0. У матчі-відповіді австрійці певний час вели в рахунку, але все ж також поступилися з рахунком 1:2.
Сезон 1935/36 розпочав у складі «Флорідсдорфера», але згодом приєднався до команди «Лібертас», де провів два роки.
У 1937 році став гравцем клубу «Рапід», з яким у першому ж сезоні завоював звання чемпіона Австрії. Наступного року «Рапід» посів третє місце у чемпіонаті, але став володарем кубка Німеччини 1938. Команда більшу частину матчу поступалась «Франкфурту» з рахунком 0:1, але зуміла переломити хід гри і в останні 10 хвилин забити три голи — 3:1. Зіграв у чотирьох матчах змагань.
З 1939 по 1945 рік виступав у команді «Ваккер». У 1940 і 1941 роках був з командою віце-чемпіоном Австрії. Також грав у командах «Вінер Шпорт-Клуб» і «Рапід» (Оберлаа).

## Виступи за збірну
У складі збірної Австрії свій єдиний матч зіграв у 1935 році в поєдинку зі збірною Польщі.
Також виступав у складі збірної Відня у поєдинку проти збірної Братислави (6:2) у березні 1935 року.

## Досягнення
- Чемпіон Австрії (2):

«Вієнна»:1933
«Рапід»:1938
- Срібний призер чемпіонату Австрії (2):

«Ваккер»:1940, 1941
- Володар кубка Німеччини (1):

«Рапід»: 1938
| Дата      | Місто   | Господарі | Результат | Гості   | Турнір           | Голи | Примітки |
| --------- | ------- | --------- | --------- | ------- | ---------------- | ---- | -------- |
| 6/10/1935 | Варшава | Польща    | 1 – 0     | Австрія | товариський матч | -    |          |
| Усього    |         | Матчів    | 1         |         | Голів            | 0    |          |

### Статистика виступів у кубку Мітропи
| №                      | Розіграш               | Стадія                 | Дата та місце проведення | Команда 1              | Рахунок | Команда 2     | Голи |
| ---------------------- | ---------------------- | ---------------------- | ------------------------ | ---------------------- | ------- | ------------- | ---- |
| 1                      | 1934                   | 1/8                    | 17.06.1934 Будапешт      | Ференцварош            | 8:0     | Флорідсдорфер |      |
| 2                      | 1934                   | 1/8                    | 23.06.1934 Відень        | Флорідсдорфер          | 1:2     | Ференцварош   |      |
| Всього у кубку Мітропи | Всього у кубку Мітропи | Всього у кубку Мітропи | Всього у кубку Мітропи   | Всього у кубку Мітропи | 2       |               | 0    |

### Статистика виступів за збірну Відня
| № | Дата       | Місце проведення | Команда 1        | Рахунок | Команда 2                   | Голи |
| - | ---------- | ---------------- | ---------------- | ------- | --------------------------- | ---- |
|   | 31.03.1935 | Відень           | Відень (Австрія) | 6:2     | Братислава (Чехословаччина) |      |